# Élections législatives grecques de 1985
Les élections législatives grecques de 1985 ont eu lieu le 3 juin 1985 afin d'élire les 300 députés du Parlement grec. La participation est de 80,2 %. Le PASOK remporte ces élections avec 45,8 % des suffrages soit 161 sièges et ND arrive en seconde position, il obtient 40,8 % des suffrages et obtient 126 sièges. Le KKE obtient 12 sièges avec 9,9 % des suffrages. 

Le parlement sortant issu des élections législatives de 1981.